# Chthonius mahnerti
Chthonius mahnerti är en spindeldjursart som beskrevs av Juan A. Zaragoza 1984. Chthonius mahnerti ingår i släktet Chthonius och familjen käkklokrypare. Inga underarter finns listade i Catalogue of Life.